# Charles Campora
Pour les articles homonymes, voir Campora (homonymie).
Charles Campora, né à Monaco, est l'ancien président de l'AS Monaco, en 1955 puis lors de la saison 1958-1959.

## Biographie
Charles Campora, né à Monaco, est un ancien président de l'AS Monaco en 1955 puis de 1958 à 1959.
Son fils, Jean-Louis Campora, fut le  président de l'AS Monaco entre 1976 et 2003.